# 5 Regiment Fizylierów Artylerii Koronnej

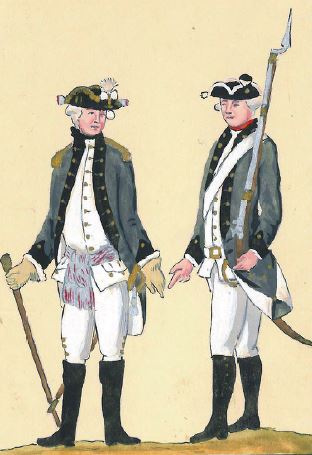
Żołnierze regimentu artylerii w 1775

5 Regiment Fizylierów Artylerii Koronnej – oddział piechoty armii koronnej wojska I Rzeczypospolitej.

## Formowanie i zmiany organizacyjne
Tradycja tego regimentu sięga wojen króla Jana III Sobieskiego. Wcześniej w armii koronnej powstał regiment piechoty szefostwa gen. art. Zygmunta Przyjemskiego, którego zadaniem była ochrona "armaty". W 1652 roku, po śmierci swojego szefa w bitwie pod Batohem, został on rozwiązany.
W 1673 roku utworzono regiment artylerii koronnej. Jego szefem każdorazowo miał być generał artylerii koronnej. Jednostka włączona została do ogólnego etatu wojska i figurowała w kompucie piechoty. Ze względu na sposób zaciągu zaliczano ją do autoramentu cudzoziemskiego. Jej zadaniem było eskortowanie dział, a podczas bitwy – walka na identycznych zasadach jak pozostałe oddziały piechoty.
Regiment liczył początkowo 600 porcji. W czasie wojny północnej stan uległ zmniejszeniu i chociaż jego etat ustalono na 600 porcji, to w 1702 roku liczył faktycznie 318 porcji. Rozmieszczono go w Kamieńcu Podolskim. Tam pełnił warty i wykonywał prace inżynieryjne przy umacnianiu fortyﬁkacji.
W 1710 roku nowy komput wojska koronnego ustanawiał dla pułku organizację w składzie sześciu kompanii. W tym samym roku dawny regiment królewicza szefostwa gen. Z. Rybińskiego zmienił nazwę na regiment generała artylerii koronnej.
Uchwalony na sejmie 1717 roku komput wojska koronnego przewidywał zorganizowanie regimentu artylerii koronnej w sile 850 porcji. Faktyczny jego stan w 1719 roku wynosił 596 żołnierzy, w tym 132 oficerów i podoficerów i 465 szeregowych. Składał się ze sztabu i 8 kompanii. Jego szefem każdorazowo miał być generał artylerii koronnej. Dodatkowo, poza etatem, utrzymywano kompanię dragonów, której zadaniem była ochrona parku artylerii w czasie marszu. W jej składzie byli: podpułkownik, porucznik, chorąży, wachmistrz, podchorąży, kwatermistrz, felczer, kowal, 3 kaprali, 2 doboszy, siodłarz, 36 szeregowych i woźnica. W  1755 roku liczył 449 żołnierzy, w tym 328 szeregowych. Najbardziej okazałych żołnierzy dobierano do kompanii grenadierskiej. Z każdych dziesięciu wybierano też starszego szeregowego (gefrajtera). Podoficerów mianował szef regimentu spośród zaproponowanych przez kapitanów żołnierzy wyróżniających się i piśmiennych, a oficerów mianował hetman na wniosek szefa jednostki.
W połowie XVIII wieku regiment piechoty artylerii koronnej, którego zadaniem było eskortowanie dział, przemianowano na regiment fizylierski. W 1775 roku znacznie go zredukowano i zmieniono mu nazwę z regimentu fizylierów artylerii koronnej na batalion fizylierów. Odebrano przy tym etat pułkownika, majora i drugiego kapitana. Jednostkę zaliczono do etatu artylerii koronnej. Batalion liczył 427 ludzi. Wchodził w skład Dywizji Małopolskiej.
Sejm roku 1776 ustalił nowy etat wojska, zmieniając znacznie struktury oddziałów. Regiment miał liczyć 8 kompanii, a w sumie 467 żołnierzy. W 1786 roku wprowadzono numeracje regimentów piechoty od 1 do 14. Regiment gwardii pozostał bez numeru. W tym też roku otrzymał on numer 5 i nazwę Fizylierów Koronnych. W 1786 roku liczył 427 żołnierzy. Od 1889 stał się Regimentem Fizylierów.
Reformy Sejmu Wielkiego zwiększyły stany polskiej piechoty w poszczególnych regimentach. Etaty z października 1789 i maja 1792 roku zakładały istnienie regimentu składającego się z dwunastu kompanii zgrupowanych w trzy bataliony, w tym jeden grenadierski i dwa fizylierskie. W praktyce nigdy takiej organizacji nie osiągnięto. W przededniu wojny w obronie Konstytucji 3 maja 5 regiment fizylierów szefostwa Kazimierza Rzewuskiego liczył 1434 żołnierzy.

### Liczebność regimentu
Etatowe i faktyczne zmiany liczebności regimentu po 1777 roku przedstawiały się następująco:	
- etat z 1777 – 418 żołnierzy
- faktycznie X 1778 – 416 żołnierzy
- etat z 8 X 1789 – 2153 żołnierzy
- etat tymczasowy z 22 I 1790 – 1440 żołnierzy
- etat wojenny 22 V 1792 – 2169 żołnierzy
- faktycznie V 1792 – 1566 żołnierzy
- faktycznie IX 1793 – 1242 żołnierzy
- etat z 1 III 1794 – 419 żołnierzy
- faktycznie III 1794 – 405? żołnierzy

Liczebność regimentu w 1792 roku wynosiła 1511 osób, w marcu 1794 roku – 405, w maju – 875, a we wrześniu 1175 żołnierzy.

### Regiment w powstaniu kościuszkowskim
W kwietniu 1994 regiment liczył około 405 żołnierzy. 

Do 29 maja regiment otrzymał 370 kantonistów z księstwa mazowieckiego. Lustracja przeprowadzona tego dnia przez gen. mjr. Ignacego Wodzińskiego wykazała obecność:
- w sztabie wyższym – podpułkownik i major (brak pułkownika i majora)
- w sztabie średnim – regimentskwatermistrz, adiutant, audytor, regimentsfelczer (brak adiutanta i kapelana)
- sztabie niższym – sztabsfurier, 8 podchorążych, batalionsfelczer, 6 felczerów, kołodziej, profos, regimentsdobosz, 6 grajków (brak  2 felczerów, wagenmajstra, „majstra od osady”, podprofosa; poza etatem – 8 podchorążych)
- 1 leibkompania sztabskpt. Tadeusza Kurowskiego – 101 głów
- 2 kompania pułkownicza (vacat) – 108 głów
- 3 kompania ppłk. Jana Kantego Kijeńskiego – 136 głów
- 4 kompania mjr. Jana Fontany –103 głowy
- 5 kompania mjr. Antoniego Szuszkowskiego (vacat) – 98 głów
- 6 kompania kpt, Mikołaja Kolendy – 89 głów
- 7 kompania kpt. Antoniego Mejera – 118 głów
- 8 kompania kpt. Ignacego Biernawskiego – 91 głów

Łącznie jednostka liczyła  877 żołnierzy. Do kompletu brakowało 6 oficerów, 33 podoficerów, 11 cieśli, 7 doboszy i 596 szeregowych.
Po zredukowanych fizylierów wysłany został w pierwszych dniach maja do ziemi bielskiej kpt. Antoni Cetys. 16 czerwca jednostka liczyła do 907 głów (doszli kantoniści z księstwa mazowieckiego i ziemi bielskiej) a  31 lipca stan faktyczny wynosił 1324 żołnierzy. W wyniku walk pod Terespolem i Maciejowicami stan na  31 października wynosił tylko 312 ludzi. Na uzbrojeniu regiment posiadał 1137 karabinów.
Żołnierze regimentu
W okresie insurekcji kościuszkowskiej, do 10 września, regimentem dowodził ppłk Jan Kanty Kijeński. Po nim dowództwo przejął płk Jan Fontana. Drugim majorem fizylierów był Antoni Szuszkowski. Podczas powstania na majorów awansowali: kpt. Antoni Mejer, kpt. Ignacy Biemawski, kpt. Mikołaj Kolenda. Odeszli z jednostki: ppłk Kijeński, mjr Szuszkowski, mjr Mejer, kpt. Cetys, sztabskpt. Hurowski, por. Niewiadomski, por. Karol Otton Kniaziewicz, por. Królikowski, por. Szuszkowski, por. Uzłowiski, por. adiutant Szaniawski, ppor. Kruszewski, chor. Kisielnicki, chor. Mrozowski, chor. Smorczewski, chor. Krasiński, chor. Kirkor, chor. Piotrowski i kwatermistrz Dietrich.

## Walki regimentu
W 1673 roku regiment, liczący wówczas 600 porcji, brał udział w szturmie szańców obozu tureckiego pod Chocimiem.
Pod Wiedniem walczył w składzie brygady płk. Jana Butlera na lewym skrzydle armii polskiej. 9 października uczestniczył w drugiej bitwie pod Parkanami. W 1685 bez powodzenia walczył z Turkami w Mołdawii.
Podczas wojny północnej stan regimentu uległ zmniejszeniu i mimo że jego etat został ustalony na 600 porcji, to w 1702 r. liczył 318 porcji. Na przełomie 1702 i 1703 roku regiment uczestniczył w tłumieniu kozackiego powstania Paleja na Ukrainie. Następnie wziął udział w kampanii letniej, walcząc ze Szwedami pod Lidzbarkiem.

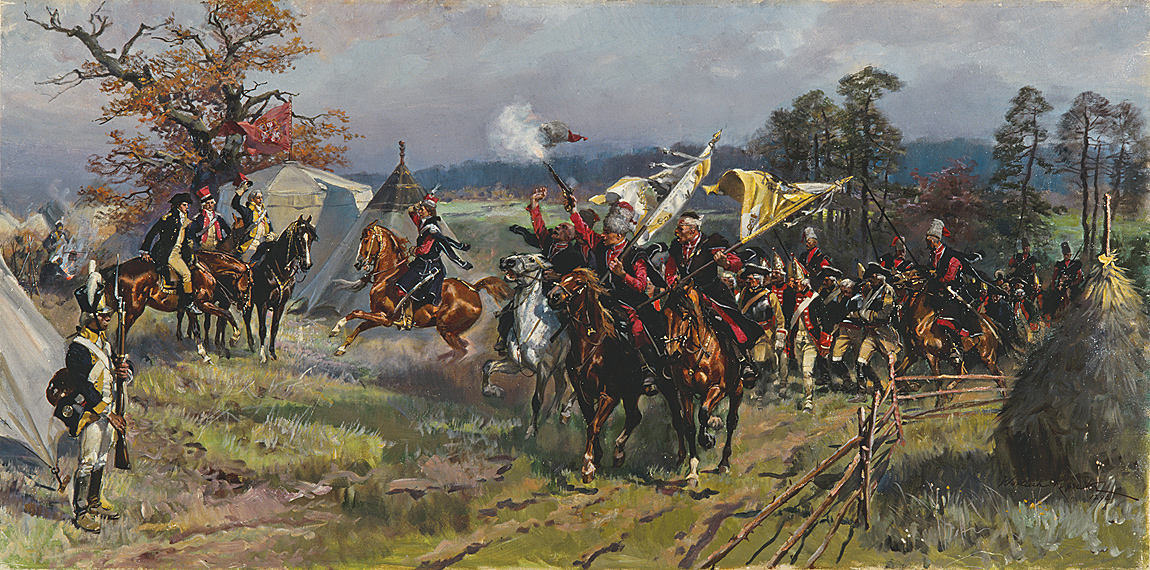
J.P. Norblin – Bitwa pod Zieleńcami

17 kwietnia 1792 roku w Petersburgu został podpisany akt konfederacji, wymierzony przeciwko uchwalonej przez sejm Konstytucji 3 Maja. Do jej obrony zmobilizowano m.in. 5 regiment fizylierów szefostwa Kazimierza Rzewuskiego. Liczył wtedy 1434 żołnierzy i składał się z dwóch batalionów.
1 batalion podporządkowano brygadzie Tadeusza Kościuszki, w której składzie pomaszerował na Wołyń. Tam 15 czerwca 1792 roku wyróżnił się w potyczce pod Boruszkowcami. 17 czerwca walczył pod  Zieleńcami i potyczce pod Włodzimierzem. 18 lipca pod Dubienką walczył na prawym skrzydle sił polskich, gdzie powstrzymał szarżę 10 szwadronu konnych jegrów jelizawetgradzkich. Za męstwo w bitwie Złote Medale Virtuti Militari otrzymali: mjr Antoni Szuszkowski, mjr Jan Fontana i por. Karol Kniaziewicz.
2 batalion regimentu pozostawał w składzie Dywizji Małopolskiej w rezerwie.
Przejście króla Stanisława Augusta Poniatowskiego na stronę konfederantów i rozkaz zaprzestania walki spowodowały zakończenie  kampanii 1792 roku.
W chwili wybuchu  powstania kościuszkowskiego, 17 kwietnia 1794 roku pułk stacjonował w Warszawie i Siedlcach. Dwie kompanie biły się na ulicach stolicy. Latem regiment walczył pod Chełmem i Słonimiem. W składzie dywizji Sierakowskiego walczył z korpusem Suworowa pod Krupczycami i Terespolem. W trakcie bitwy pod Maciejowicami dwukrotnie powstrzymał atakującą piechotę rosyjską. Wobec przewagi wroga wycofał się pod zamek w Maciejowicach i tam został rozbity. Po bitwie do Warszawy powróciło 67 żołnierzy. Walczyli oni później w obronie Pragi.
Bitwy i potyczki

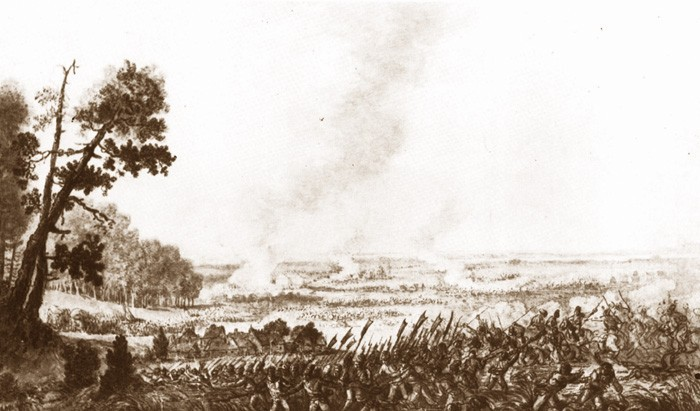
Aleksander Orłowski, Bitwa pod Maciejowicami (widok od strony polskiej)

- bitwa pod Boruszkowcami (15 czerwca 1792),
- bitwa pod Zieleńcami (17 czerwca),
- Włodzimierz (7 lipca),
- bitwa pod Dubienką (1792) (18 lipca),
- insurekcja warszawska (17 kwietnia 1794),
- bitwa pod Chełmem (8 czerwca),
- bitwa pod Słonimem (1 sierpnia),
- bitwa pod Krupczycami (16 września)[32]
- bitwa pod Maciejowicami (10 października),
- obrona Pragi (4 listopada).

## Barwa regimentu
W okresie panowania Sasów, w stosunku do poprzedniego okresu, mundurowanie piechoty polskiej zmieniło się całkowicie. Zniesiono używane dotychczas niebieskie mundury kroju polskiego, a strój żołnierzy upodobniono do saskiego.
Mundur oficerów regimentu składał się z pąsowej kurtki sukiennej z wyłogami wyłogami czarnymi, naramiennikami złotymi, guzikami żółtymi, białej kamizelki, białych spodni i kamaszy, czarnego kapelusza i trzewików. W okresie od 1 maja do 31 października używano spodni czarnych, zakazano natomiast noszenia spodni płóciennych, które poprzednio były w użyciu. Mundury podoficerów i szeregowych były podobne do oficerskich, z tym że noszono zamiast kamaszy białe pończochy wełniane. Latem podoficerowie i szeregowi używali spodni płóciennych, białych. Pasy skórzane z mosiężnymi klamrami.  Płaszcze sukienne w kolorze czerwonym wydawano tylko po dwa dla kompanii na lat sześć, a służyły one wyłącznie wartownikom w okresie od 15 października do 30 kwietnia. Każdy żołnierz nosił tornister i patrontasz z czerwonej skóry. Zarówno oficerowie, jak podoficerowie i szeregowi nosili harcapy przewiązane czarną wstążką.
W stroju tym w drugiej połowie XVIII w. zaszły pewne zmiany. Wzorem innych armii zamiast długich kurtek wprowadzono krótkie z rabatami, kapelusze zaś zastąpiły sztywne kaszkiety z blachą mosiężną zawierającą inicjały monarchy.
W roku 1789  zmieniono poważnie krój i kolor mundurów piechoty. Składał on się z kurtki zimowej koloru granatowego z wyłogami 
czarnymi, naramiennikami złotymi, Lejbika białego ze stojącym kołnierzem, w lecie koletu sukiennego w kolorze białym z wykładkami podobnymi do wyłogów, zapinanego na guziki żółte od dołu do góry, długich białych spodni wkładanych do butów kroju węgierskiego, wysokich do kolan i wyciętych z tyłu, a wreszcie z kołpaka okrągłego filcowego, wysokiego na około 30 cm, z sukiennym wierzchem pąsowym, daszkiem i blachą mosiężną z orłem. Żołnierze nosili poza tym halsztuki i naramiennik z czarnej szmelcowanej blachy z nicianym kutasem, jako strój zaś koszarowy – kitle i furażerki. Mundury były o wiele wygodniejsze i pozwalały na większą swobodę ruchów. Strój oficerów różnił się barankowym czarnym obszyciem czapek i galonami. Roczny koszt umundurowania piechura (wraz z przymunderunkiem) wynosił 111 zł.

## Uzbrojenie
Uzbrojenie żołnierza piechoty składało się z karabinu skałkowego z bagnetem oraz pałasza noszonego na czerwonym rzemieniu juchtowym. Podoficerowie mieli pistolety, pałasze i tzw. kurcgewery, będących raczej oznaką władzy niż bronią. Oficerowie mieli pistolety i szpady. Cała broń palna i częściowo biała była pochodzenia saskiego. Uzbrojenie to zakupywano na dziesięć lat. W każdej kompanii znajdowały się dwa karabiny zapasowe. W 1775 roku ujednolicono uzbrojenie podoficerów i szeregowych, odbierając tym pierwszym broń krótką, a oficerom pozostawiając jedynie szpady.

## Żołnierze regimentu
Stanowisko szefa regimentu, związane z wielkimi poborami, było najczęściej uważane za synekurę. Szefowie posiadali prawo fortragowania (przedstawiania do awansu) oficerów. Regimentem dowodził zazwyczaj pułkownik. Do 1789 roku w sztabie służyło ośmiu oficerów. Byli to: szef regimentu, pułkownik, podpułkownik, major (do marca 1778 było dwóch majorów), regimentskwatermistrz, adiutant, audytor i regimentsfelczer. Szefa regimentu w dowodzeniu kompanią zastępował kapitan sztabowy. W kompaniach do 1789 roku było pięciu kapitanów, siedmiu poruczników (nie było porucznika w lejbkompanii) i ośmiu chorążych. Zatem w regimencie znajdowało się 28 oficerów wyłączając kapelana.
W 1789 roku pojawił się podpułkownik, drugi major oraz drugi i trzeci kapitan sztabowy, a  w 1790 drugi adiutant, ósmy porucznik i ośmiu podporuczników. Podniosło to liczbę oficerów do 40 osób.

Szefami regimentu byli między innymi: Alojzy Bruhl, który w 1788 roku sprzedał szefostwo Stanisławowi Szczęsnemu Potockiemu. W praktyce szefował jeszcze do początku 1791 roku, kiedy to wyjechał z kraju, przy czym nie otrzymał oficjalnej dymisji. Miejsce jego zajął Stanisław Kostka Potocki, również bez oficjalnej nominacji i później dymisji. Od końca maja 1792 roku do końca lipca tego roku szefostwo piastował pisarz polny koronny Kazimierz Rzewuski, którego na kilkanaście dni, na początku sierpnia, zmienił gen. mjr Michał Wielhorski. Po nim ponownie szefostwo objął Stanisław Szczęsny Potocki, przywrócony przez konfederację targowicką do stopni i godności, który przetrwał na tej funkcji do insurekcji kościuszkowskiej.
Szefowie

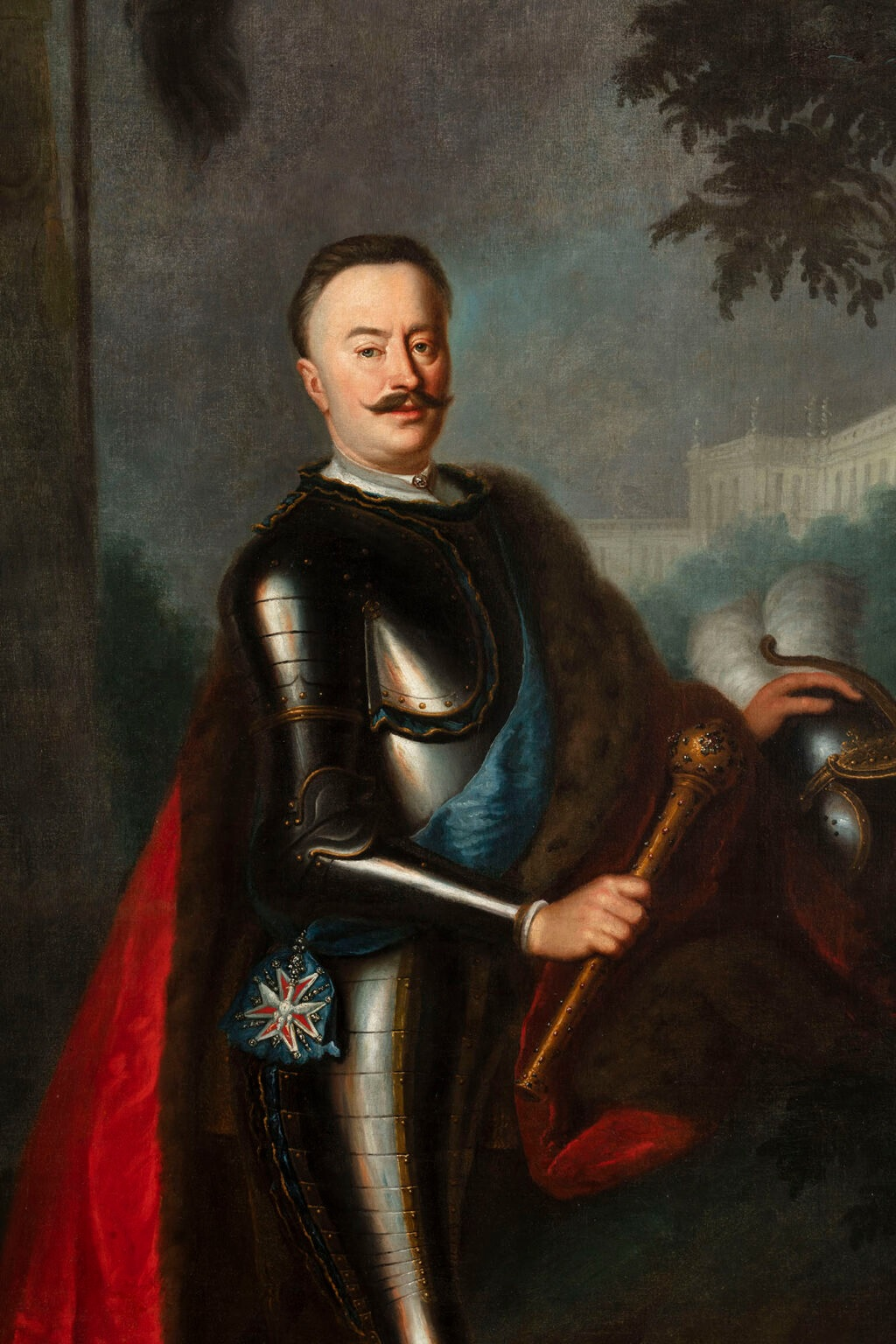
Jan Klemens Branicki

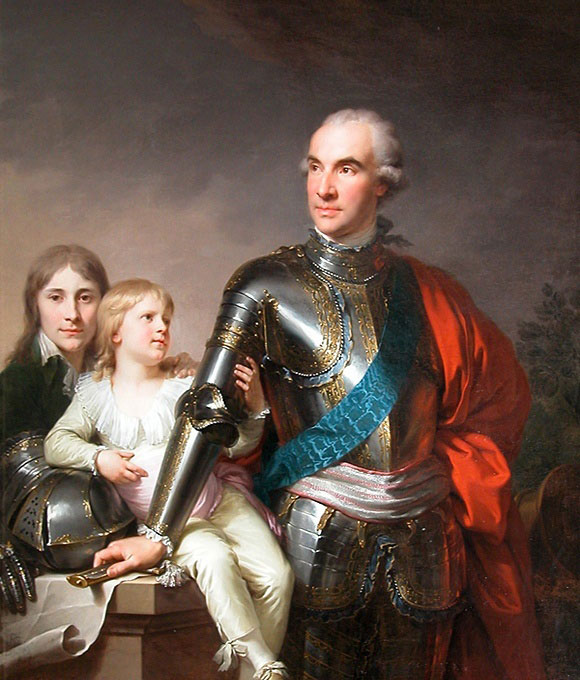
Stanisław Szczęsny Potocki

- gen. art. Marcin Kazimierz Kątski (1673−1710)[2]
- gen. art. Jakub Henryk Fleming (1710−1714)[2]
- gen. art. Jakub Zygmunt Rybiński (1714–1725)[38]
- Jan Stanisław Kącki (miecznik kor. 1725–1732)[38]
- Jan Klemens Branicki(1732–1739)[38]
- Adolf Rybiński (1739–1749)[38]
- książę Lubomirski (1749–1753)[39]
- hrabia Brühl z Ocieszyna (starosta spiski 1753)[38]
- hrabia Alojzy Fryderyk von Brühl (gen. art. starosta spiski 1762),
- gen. art. Stanisław Szczęsny Potocki 1762 – 1791,
- gen. art. Stanisław Kostka Potocki (1792−26 V 1792)
- pisarz polny koronny Franciszek Rzewuski[40] ? Kazimierz Rzewuski? (26 V 1792−24 VII 1792 )
- gen. mjr Michał Wielhorski (24 VII 1792 – VIII 1792)
- gen. art. Stanisław Szczęsny Potocki (1793)

Pułkownicy
- płk Henryk Henrykowski
- Florian Szyling (1717)
- gen. lejtn. Józef Rottermund (1762 zm. 18 marca 1774)
- Mycielski (1774)
- płk Jan August Cichocki (1778 gen. mjr od 1790)[c]
- vacat
- Jan Fontana (1794).

## Hierarchia regimentu
Według etatu Sejmu Niemego w 1717 zajmował w hierarchii 5. miejsce po regimentach im. Królowej, im. Królewicza i obydwu buław. W 1788 spadł w hierarchii na 6. miejsce. W 1792 powrócił na miejsce piąte.
Schemat
1. regiment szefostwa gen. art. Zygmunta Przyjemskiego ↘ rozformowany w 1652
2. regiment królewicza (−1710) → regiment generała artylerii koronnej (1710−1717) → regiment artylerii koronnej (1717−) → regiment fizylierów artylerii koronnej  → batalion fizylierów (−1786) → regiment fizylierów koronnych nr 5 (1786−1788)→  regiment fizylierów koronnych nr 6 (1788−1792) →  od 1792 regiment 5 fizylierów ↘ rozformowany w 1795